# Bartonville
Bartonville – wieś w Stanach Zjednoczonych, w stanie Illinois, w hrabstwie Peoria.